# Sanctuaire de la Madonna dell'Arco

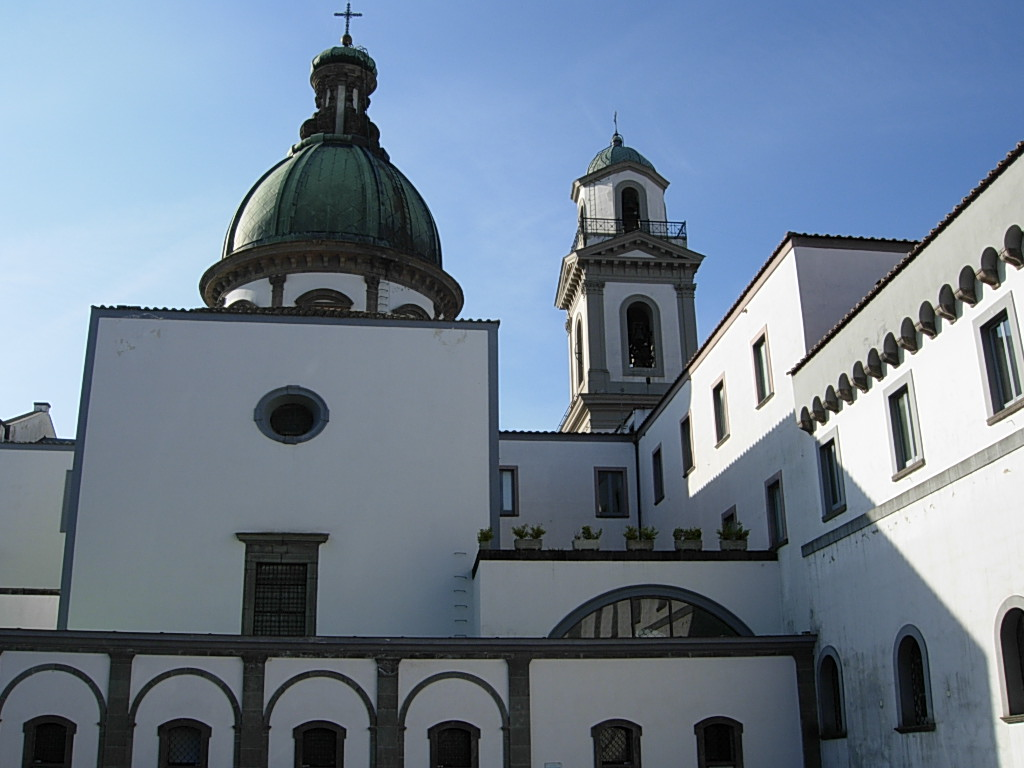
Détail du sanctuaire.

Le sanctuaire de la Madonna dell'Arco (Madone-de-l'Arc) est une église de pèlerinage située dans la commune de Sant'Anastasia, à l'Est de Naples, dans le diocèse de Nole. Le lundi de Pâques (in albis) y a lieu le traditionnel pèlerinage des fujenti (pénitents vêtus de blanc) qui viennent de toute la Campanie. Ils s'accompagnent pendant leur pèlerinage d'une mélodie vocale très suggestive remontant au XVe siècle.
Une autre cérémonie a lieu le deuxième dimanche de septembre en l'honneur de la fête du Couronnement de la Bienheureuse Vierge Marie, à l'issue de laquelle on incendie symboliquement le campanile.
Le sanctuaire est depuis près de cinq siècles administré par les dominicains.

## Histoire

### La tradition
On trouvait à l'emplacement du sanctuaire au XIVe siècle un petit édicule votif dédié à la Madone de l'Arc, vocable de la Vierge dû à la présence d'un antique arc romain à proximité. Une fête y était donnée tous les ans en son honneur. Ainsi, le lundi de Pâques 1540, la tradition locale rapporte qu'un jeune homme, irrité d'avoir perdu au jeu de mail, jure contre la Madone et lui lance une boule au visage. Aussitôt l'effigie de la Madone se met à saigner de la joue gauche. La foule crie au miracle et, furieuse, demande réparation au jeune homme qui est emmené devant le comte de Sarno représentant la justice. Le jeune homme est condamné à la pendaison. Il est pendu à un tilleul, mais l'arbre se ratatine, jusqu'à ce que le jeune homme soit sauvé devant les yeux de la foule ahurie. Depuis ce miracle, ce lieu n'a cessé d'attirer les foules. Au-delà des faits, cette histoire témoigne de la mansuétude et du pardon que la Vierge enseigne, et de la colère qui doit être vaincue autrement. 

### Construction

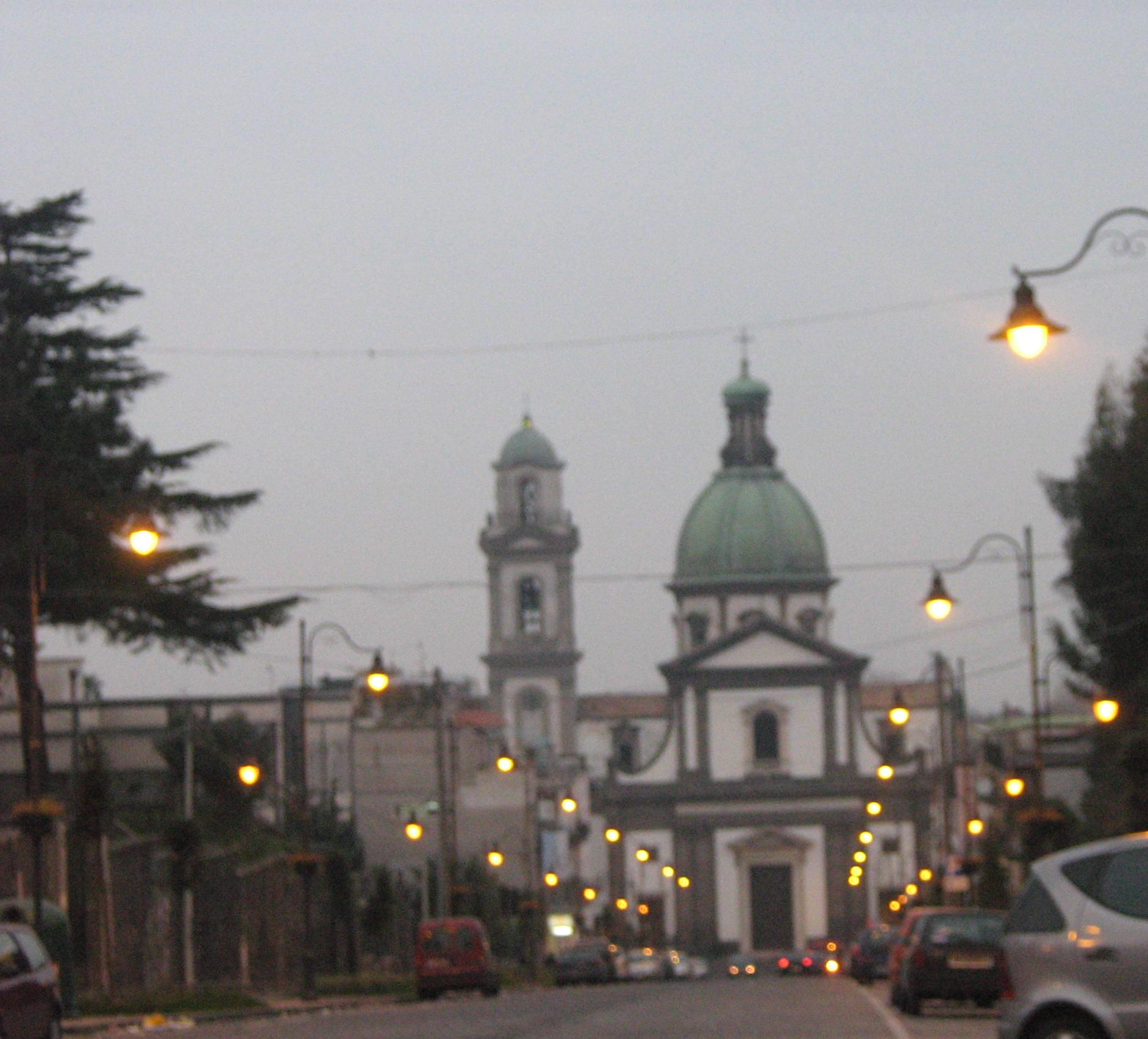
Façade de l'église.

En 1592, le pape Clément VIII fait appel à saint Jean Leonardi, fondateur des Clercs réguliers de la Mère de Dieu, qui est chargé avec l'évêque de Nole d'administrer les aumônes et les biens temporels. Léonardi vient accompagner du vénérable Jean-Baptiste Cioni.
En 1595, le sanctuaire passe aux mains des dominicains qui ne cessent de faire agrandir le couvent et l'église, mais comme une partie du couvent appartient pendant longtemps à l'hospice royal des Pauvres, l'ensemble ne prend sa forme actuelle qu'en 1973. Devant l'affluence constante des fidèles, une aula en béton armé a été construite récemment pour les cérémonies de foule, derrière l'église du côté nord de l'ensemble architectural.

## Description

### Architecture

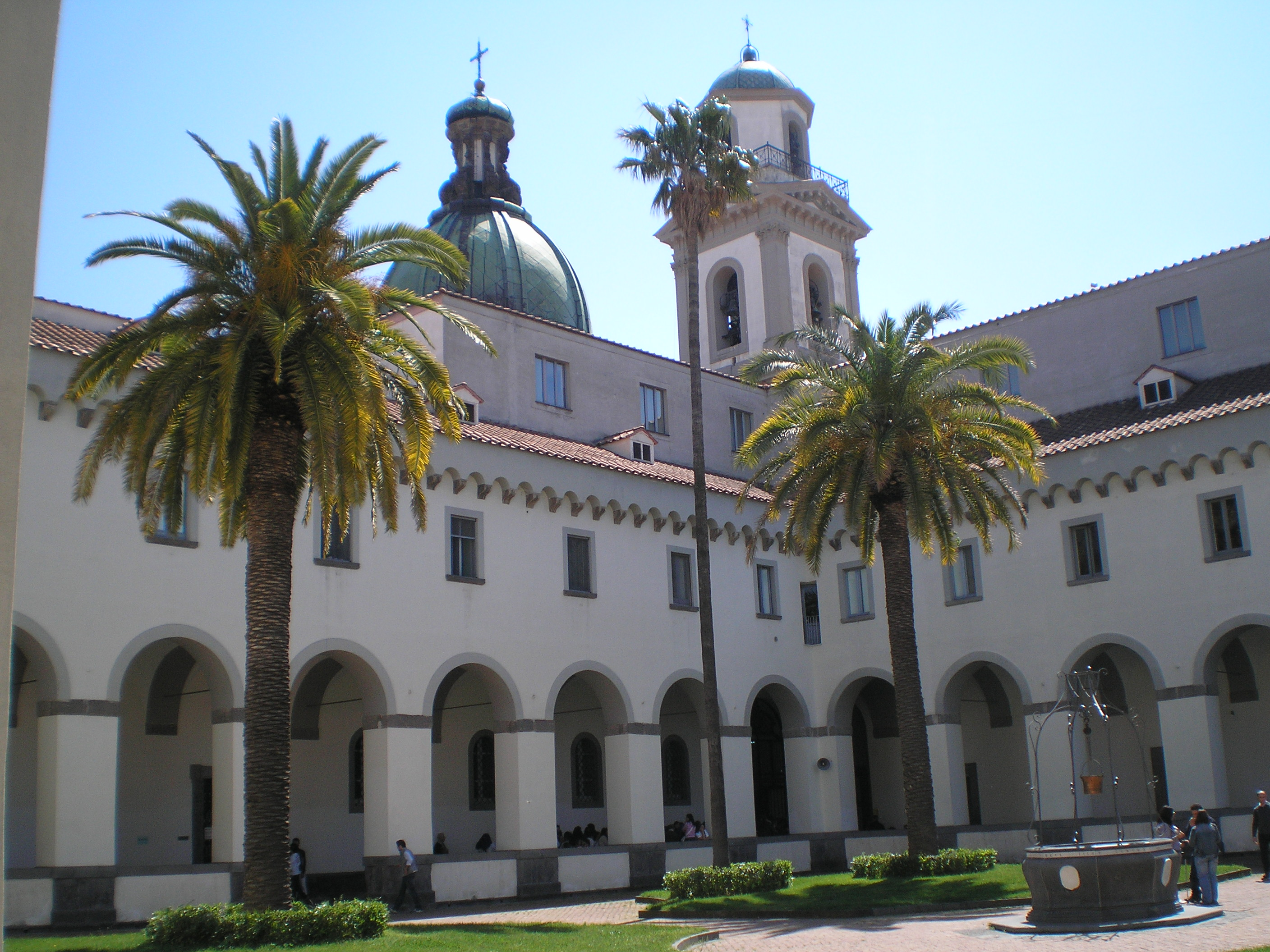
Vue du cloître.

L'ensemble architectural du sanctuaire est constitué d'une église, avec deux chapelles, d'un couvent avec un cloître et d'une aula moderne.
L'église s'inscrit dans une croix latine à nef unique couverte d'une voûte en berceau éclairée de lunettes avec quatre chapelles de côté. Elle est surmontée d'une coupole. Au milieu de la croisée, on trouve l'édicule sacré qui abrite l'icône de la Madone. L'abside est semi-circulaire et le chœur est en bois. Les colonnes qui soutiennent le plafond sont couverts d'ex-votos à la Vierge.
La chapelle du Rosaire est contiguë à l'église; elle permet d'accéder à une seconde chapelle, consacrée à saint Jean Leonardi, apôtre de la communion fréquente, à une époque où l'on ne communiait qu'une ou deux fois par an.
En face de l'entrée, on trouve un corridor menant à la salle des confessions, puis au cloître, au milieu duquel se dresse un puits. Les salles donnant sur le cloître étaient autrefois les salles de classe d'un lycée classique. En face de l'entrée principale du cloître, le corps de bâtiment abrite en partie une hôtellerie et en partie un musée des ex-votos.

## Source de la traduction
- (it) Cet article est partiellement ou en totalité issu de l’article de Wikipédia en italien intitulé « Santuario della Madonna dell'Arco » (voir la liste des auteurs).